# Svatá Filoména
Svatá Filomena je katolická světice, která žila ve 3. století. Byla dcerou vládce malého státu v Řecku a zemřela mučednickou smrtí roku 304.

## Život
Její rodiče dlouho nemohli mít děti a až po tajném přijetí křesťanské víry se jim narodila dcera. Dali jí jméno Lumena, což znamená světlo víry. V 11 letech se Filomena zaslíbila Kristu. Rodiče svou dceru milovali tak moc, že ji chtěli mít stále u sebe. Proto ji také vzali s sebou do Říma, když jim císař Dioklecián hrozil válkou. S Filomenou se setkal císař Dioklecián a chtěl si ji vzít za manželku. Sliboval, že dá otci Filomeny celou moc jeho říše. Tehdy jí bylo 13 let. Odmítla ho, protože své panenství již zaslíbila Bohu a císař ji dal uvěznit na 40 dní. Podle legendy se jí ve vězení po 37 dnech zjevila Panna Maria. Filomena byla bičována do krve, ale Panna Maria jí ve vězení zahojila rány léčivým balzámem. Pak byla přivázána ke kotvě a vhozena do Tibery, ale andělé poslaní z nebe kotvu uvolnili a Filomenu přinesli na břeh. Dioklecián to připisoval čarodějnickým schopnostem, a tak dal Filomenu vláčet ulicemi Říma připoutanou na voze. Ocitla se opět ve vězení a ve spánku byla zázračně uzdravena. Císař přikázal v záchvatu vzteku, aby ji lučištníci proděravěli svými šípy. Šípy ale nabíraly opačný směr a usmrtily ty, kdo je vypouštěli. Nakonec jí byla setnuta hlava.

## Nalezení ostatků
Její ostatky byly nalezeny 24. května 1802 v Priscilliných katakombách (dnešní via Salaria v Římě) v hrobě vytesaném ve skále. Roku 1805 byl jistý Francis de Lucia v pokladnici vzácných sbírek křesťanského starověku ve Vatikánu u jejích ostatků zasažen náhlou duchovní radostí a požádal, aby ostatky byly uloženy v kostele v Mugnanu u Neapole. Brzy se její hrob stal poutním místem.
Její přímluvě jsou připisovány četné zázraky: uzdravení z rakoviny, z těžkého poranění, jeden muž měl být náhle uzdraven ze srdeční choroby. Filomena byla uznána papežem Řehořem XVI. za svatou podle zázraků a zázračných vyslyšení proseb. Mezi její oddané ctitele patřila celá řada světců: Jan Maria Vianney, Antonín Maria Claret, Jan Nepomuk Neumann, Petr Chanel, Petr Julián Eymard či Anna Maria Taigi.

## Kostely a svatyně

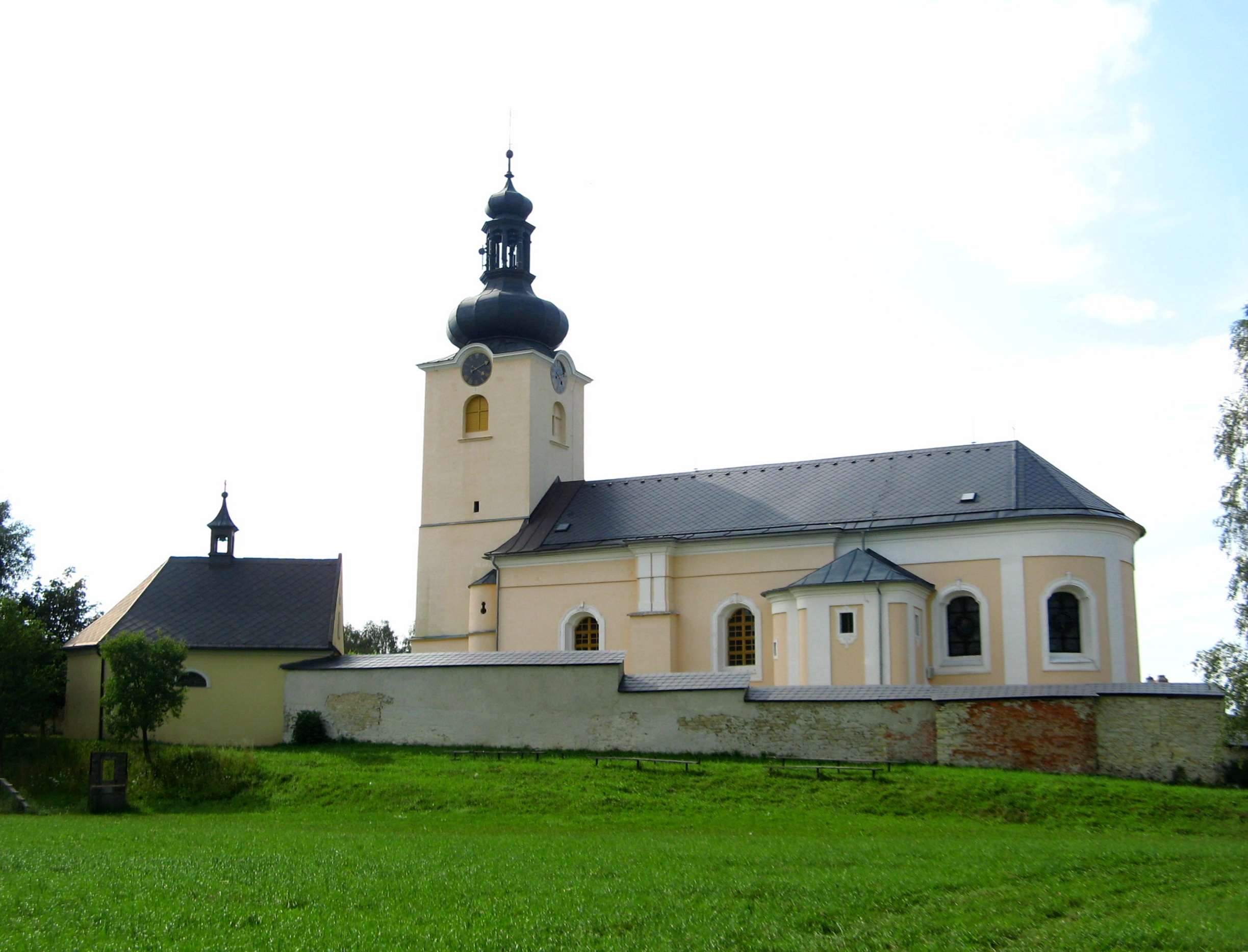
Kostel sv. Jakuba Staršího a sv. Filomeny v Koclířově u Svitav

Nejvíce svatyní a kostelů ke cti sv. Filomeny vzniklo během 19. století. Ve svatyni v Mugnanu del Cardinale jsou uchovávány její ostatky. Existuje mnoho kostelů, klášterů, škol, ale také obrazů a soch zasvěcených svaté Filomeně. Lze je nalézt např. v Andoře, Anglii, Belgii, Chorvatsku, Irsku, Itálii, Německu, Rakousku, Skotsku, Švýcarsku, Indii, Quebeku, Kanadě, Illinois, Kalifornii, USA, ve Francii a na Filipínách.

### Koclířov u Svitav
V České republice je nejznámější místo úcty ke sv. Filomeně farní kostel sv. Jakuba Staršího a sv. Filomény v Koclířově u Svitav. V 19. století se o rozšíření úcty k této světici zasloužil P. Antonín Ivo Kukla. Je zde vystavěna křížová cesta ve výklencích hřbitovní zdi kolem kostela, na které jsou výjevy ze života sv. Filomeny. Socha svaté Filomeny je uložena pod hlavním oltářem. V Koclířově se od roku 1845 začaly konat velké poutní slavnosti.

### Sloupnice u Litomyšle
Centrem úcty sv. Filomény na Moravě se stala obec Sloupnice u Litomyšle. Úctu k této světici sem přivedl P. Jan Alois Dreml, který zde mezi léty 1855–1875 působil jako děkan a administrátor při kostele sv. Mikuláše. Ten se s touto světicí setkal při slavení své primice roku 1845 v Koclířově.

## Patronáty sv. Filomeny
- Patronka dětí, novorozenců, mládeže, malých i větších dívek
- Ochránkyně mladých manželských párů
- Pomocnice proti neplodnosti
- Těšitelka zarmoucených matek, které ji vzývají o materiální i duchovní pomoc pro své děti
- Těšitelka zarmoucených a uvězněných
- Podpora nemocným a trpícím, kterým přináší úlevu a útěchu
- Pomocnice chudých a osiřelých
- Velká pomocnice studentů a kandidátů zkoušek
- Přímluvkyně podnikatelů a pomocnice ve finančních potřebách a obtížích
- Patronka klášterů a škol
- Patronka kněží, misií, pomocnice ke konverzím a návratům ke svátostem
- Patronka Světového živého růžence a všech dětí Mariiných
- Mocná přímluvkyně ve všech beznadějných záležitostech

## Atributy sv. Filomeny
- Šípy
- Kotva
- Lilie čistoty
- Palma vítězství
- Koruna

## Svátky sv. Filomeny
- 10. ledna: narození sv. Filomeny
- 25. května: svátek nalezení ostatků
- 10. srpna: svátek její mučednické smrti
- 1. nebo 2. neděle v srpnu: poutní slavnost (Koclířov u Svitav)